# 哈休遺址
哈休遺址位於四川省阿壩藏族羌族自治州馬爾康縣，文物年代為新石器時代。2013年3月5日列為第七批全國重點文物保護單位。